# Stadtmuseum Michelstadt
Koordinaten: 49° 40′ 41,8″ N, 9° 0′ 16,7″ O
Das Stadtmuseum Michelstadt (früher Odenwald- und Spielzeugmuseum) in Michelstadt ist in einem 1517 errichteten Speichergebäude der ehemaligen Kellerei der Burg Michelstadt untergebracht. Das 2016 umkonzeptionierte Museum informiert über die Stadtgeschichte, unter anderem am Beispiel bekannter Persönlichkeiten.

## Geschichte

### Odenwald- und Spielzeugmuseum
Das frühere Odenwald- und Spielzeugmuseum bestand bereits seit 1910. Präsentiert wurde Regional- und Stadtgeschichte. Die Exponate begannen zeitlich in der Vor- und Frühgeschichte, über die Römerzeit, die Christianisierung bis zur Entwicklung der Mark Michelstadt zur Grafschaft Erbach. Gezeigt wurden Nachbildungen von Räumen verschiedener Epochen und Lebenswelten der Region. Ebenso wie Darstellung regionalgeschichtlicher Arbeitswelten, Entwicklung des Handwerks in Michelstadt, Töpfer- und Zinngeschirr, Jagdgewehre und künstlerische Exponate, zum Beispiel Bernsteinarbeiten des Odenwälder Künstlers Jan Holschuh. Dem Künstler Fritz Kredel war ein eigenes Zimmer gewidmet, mit einer Sammlung, die circa 500 Exemplare umfasste. Das Spielzeugmuseum bot eine Sammlung historischer Spielsachen. Darunter Puppen und deren Zubehör von etwa 1880 bis 1940, Miniaturen, Holzspielzeug und eine breite Palette an Papierspielzeug. Weiterhin Spielzeuge aus dem Ausland. Im Dachgeschoss befindet sich eine Modellbahnanlage in Spur H0, in der die Odenwaldbahn originalgetreu nachgebaut wurde.

### Neukonzeptionierung
Seit 2016 wird das Museum inhaltlich und gestalterisch neukonzeptioniert. Das Ziel ist ein zeitgenössisches Stadtmuseum, in dem neue Themen in restaurierten Räumen des denkmalgeschützten Baus präsentiert werden. Es wird in mehreren Etappen umgebaut. Involviert waren Museumswissenschaftler Dr. Walter Dehnert und für die visuelle Umsetzung des neuen Museumskonzepts Alf Krister Job.
Im Frühjahr 2019 wurde der erste Bereich des neuen Stadtmuseums in den Räumen des Odenwald- und Spielzeugmuseum eröffnet.
Ende 2020 wurde konstatiert, dass der Umbau des Stadtmuseums im Zeitplan war. Im Juni 2021 erhielt das Museum eine Förderung über 66.036 Euro von der Landesregierung in Wiesbaden. Das Geld ist für Dauerausstellungen und museumspädagogische Konzepte gedacht. In Zeiten der Corona-Pandemie unterstützt die Förderung den Erhalt des Museums.
Im Jahr 2023 soll die Abteilung zur Sozial- und Wirtschaftsgeschichte Michelstadts vollständig umgesetzt werden. Damit ist die Neukonzeption des Museum abgeschlossen.

## Abteilungen
Die neu konzipierte Abteilung „Michelstadt im Wandel der Zeit“ zeigt in Film, Modell und Exponaten die Entwicklung seit dem Mittelalter.
2019 wurde ein weiterer Raum im ersten Obergeschoss restauriert, in dem im Dezember 2020 die Abteilung „TextZeichen … BildFigur. Vier Lebenswege“ fertiggestellt wurde. Darin werden mithilfe von Schrift, Typografie, Kalligrafie und Kunst vier Persönlichkeiten vorgestellt, deren Lebenswege mit Michelstadt eng verbunden sind. Die gewürdigten Persönlichkeiten sind: Theologe Nicolaus Matz (um 1443–1513), bekannt durch seine Stiftung und die Nicolaus-Matz-Bibliothek. Rabbi Seckel Löb Wormser (1758–1847), ein berühmter Wunderrabbi und Thora-Lehrer, dessen Grab eine Pilgerstätte geworden ist. Künstlerin Eun Nim Ro (geb. 1946), lebt in Michelstadt, arbeitet zudem in Seoul, New York und Hamburg. Sie kreiert kalligrafisch anmutenden Figurenmalerei, in der sich Schriftelemente im Gegenständlichen wiederfinden. Buchillustrator Fritz Kredel (1900–1973), Grafiker und Meister des Holzschnitts mit  ausdrucksstarken Illustrationen. Fritz Kredel widmet das Museum eine weitere Abteilung. In einer begehbaren Bibliothek ist sein nahezu vollständiges buchkünstlerisches Werk zugänglich.
Der Abschnitt zur Sozial- und Wirtschaftsgeschichte wird ebenfalls an ausgewählten Persönlichkeiten präsentiert. Informiert wird über die Industrialisierung, soziale Not, Auswanderung und die Deutsche Revolution 1848/1849, so wie Diktatur und Gewalt im 20. Jahrhundert. Die Einhardsbasilika in Michelstadt-Steinbach und ihr Erbauer werden gesondert ausgestellt. Zusätzlich wurde ein Multifunktionsraum geschaffen, der sich im ersten Obergeschoss des Speicherbaus befindet.